# Stevens Arms

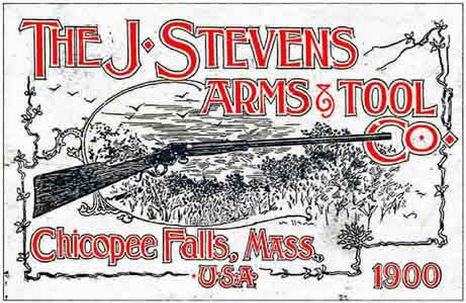

A Stevens Arms é uma empresa Norte americana, fundada por Joshua Stevens em 1864 em Chicopee Falls, Massachusetts. 
Foi a Stevens Arms que introduziu o cartucho .22 Long Rifle e produziu vários projetos de rifles, espingardas e pistolas para tiro ao alvo. 

## Histórico
Em 1902, a Stevens Arms se anunciava como a "maior produtora de armas esportivas do mundo". A Stevens Arms foi comprada pela New England Westinghouse em 28 de maio de 1915 e novamente pela Savage Arms em 1º de abril de 1920. Como uma divisão da Savage, Stevens continuou a produzir armas de fogo em suas instalações de Chicopee Falls até 1960, quando a fábrica foi demolida e a produção foi transferida para outras instalações da Savage. A Savage abandonou o nome Stevens em 1991, mas o reviveu em 1999 e ainda o usa hoje em alguns de seus rifles e espingardas de baixo custo.[carece de fontes?]